# Bülent Korkmaz
Bülent Korkmaz (Malatya, Turquía, 24 de noviembre de 1968) es un exfutbolista y actual entrenador turco de fútbol. Actualmente dirige al Antalyaspor de la Superliga de Turquía.
Como jugador disputó toda su carrera en el Galatasaray SK, jugando allí durante 20 años y donde era apodado Buyük Kaptan ("El Gran Capitán").
En la temporada 1999-2000 capitaneó al Galatasaray a su primera Copa de la UEFA.

## Selección nacional
Su momento cumbre fue en la Copa Mundial de Fútbol de 2002, donde los turcos lograron el tercer lugar, en la mejor participación de toda su historia. Korkmaz fue titular en 6 partidos y anotó un gol a China en primera fase.

### Participaciones en Copas del Mundo
| Mundial                        | Sede                  | Resultado     | Partidos | Goles |
| ------------------------------ | --------------------- | ------------- | -------- | ----- |
| Copa Mundial de Fútbol de 2002 | Corea del Sur y Japón | Tercer puesto | 6        | 1     |

## Clubes

### Como jugador
| Club           | País    | Año       | Partidos | Goles |
| -------------- | ------- | --------- | -------- | ----- |
| Galatasaray SK | Turquía | 1985-2005 | 430      | 15    |

### Como entrenador
| Club                 | País       | Año       |
| -------------------- | ---------- | --------- |
| Kayseri Erciyesspor  | Turquía    | 2006      |
| Bursaspor            | Turquía    | 2007      |
| Gençlerbirliği SK    | Turquía    | 2007-2008 |
| Galatasaray SK       | Turquía    | 2009      |
| FC Bakú              | Azerbaiyán | 2009-2010 |
| Kardemir Karabükspor | Turquía    | 2011-2012 |
| İstanbul BB          | Turquía    | 2012-2013 |
| Kayseri Erciyesspor  | Turquía    | 2014-2015 |
| Mersin İdmanyurdu    | Turquía    | 2015-2016 |
| Antalyaspor          | Turquía    | 2017-     |

## Palmarés
Galatasaray SK
- Superliga de Turquía: 1987-88, 1992-93, 1993-94, 1996-97, 1997-98, 1998-99, 1999-00, 2001-02
- Copa de Turquía: 1991, 1993, 1996, 1999, 2000, 2005
- Supercopa de Turquía: 1998, 1991, 1993, 1996, 1997
- Copa de la UEFA: 2000
- Supercopa de Europa: 2000

- Datos: Q507832
- Multimedia: Bülent Korkmaz / Q507832